# Чабукіані Вахтанг Михайлович
Чабукіані Вахтанг Михайлович (груз. ვახტანგ ჭაბუკიანი; 12 березня 1910, місто Тифліс, тепер Тбілісі, Грузія — 6 квітня 1992, Тбілісі) — радянський артист балету, балетмейстер, педагог, лауреат трьох Сталінських (1941, 1948, 1951) і Ленінської премії (1958), народний артист СРСР (1950). Герой Соціалістичної Праці (19.05.1990). Депутат Верховної Ради СРСР 5-го скликання.

## Біографія
Народився у Тифлісі у бідній родині, батько працював теслею, а мати — білошвейкою. Батько віддав хлопчика учнем у ремісничу майстерню Марії Шевальє виготовляти іграшки. Одного разу, розносячи замовлення, дев'ятирічний Вахтанг потрапив у танцювальну студію Марії Періні. За наполяганням хлопчика батько віддав його на навчання в цю студію. У 1924 році Вахтанг Чабукіані закінчив балетну студію Марії Періні та почав працювати в Грузинському театрі опери та балету імені Паліашвілі.
У 1926 році Чабукіані вступив до Ленінградського хореографічного училища (педагоги Семенов, Пономарьов, Ширяєв), яке закінчив у 1928 році. У 1929—1941 роках працював артистом балету Ленінградського державного академічного театру опери та балету імені Кірова. У цьому театрі дебютував як балетмейстер та завідувач хореографічної частини. У листопаді 1933 року разом з балериною Т. Вечесловою був у гастрольній поїздці до США, де дав понад тридцять концертів.
З 1941 року Чабукіані жив у Тбілісі. До 1973 року — головний балетмейстер Тбіліського державного театру опери та балету імені Паліашвілі, де ставив балетні постановки для Зури Кікалейшвілі. Виступав як танцівник до 1968 року. Гастролював за кордоном: США (1933, 1934, 1964), Італія (1934), Іран (1942), країни Латинської Америки (1958), Австрія (1958) та ін. Ставив вистави в Японії, Ірані, Угорщині.
У 1950—1973 роках — директор Тбіліського хореографічного училища-студії (нині — імені В. Чабукіані) та викладач класичного танцю у старших класах (з 1982 року — головний консультант). У 1965—1970 роках очолював балетмейстерське відділення Театрального інституту імені Шота Руставелі в Тбілісі. Виховав плеяду талановитих артистів: В. Цигнадзе, З. Кікалейшвілі, І. Алексідзе, Є. Геловані, А. Церетелі, Р. Магалашвілі, Т. Санадзе, В. Гунашвілі, Е. Чабукіані та багато інших.
Постановник вистав: «Сінатле» (музика Г. В. Кіладзе), «Горда» (музика Д. А. Торадзе, 1949), «Отелло» (музика А. Д. Мачаваріані, 1957), «Демон» (музика С. Ф. Цинцадзе, 1961), «Гамлет» (музика Габічвадзе Реваз Кіндратович Р. К. Габічвадзе, 1971).
У 1953 році на кіностудії «Ленфільм» знято фільм «Майстри російського балету». У фільм увійшли фрагменти балетів Бориса Асаф 'єва «Бахчисарайський фонтан» і «Полум'я Парижу», а також балету «Лебедине озеро» П. І. Чайковського. Вахтанг Чабукіані виконав у цьому фільмі одну з головних партій.
Помер 6 квітня 1992 року у Тбілісі. Похований у Пантеоні діячів грузинської культури на горі Мтацмінда.
У грудні 2005 а грузинська пошта випустила серію з двох марок «Грузинський балет». На першій марці зображена радянська грузинська балерина, народна артистка Грузинської РСР Віра Цигнадзе, на другій — Вахтанг Чабукіані.
| Поштові марки Грузії «Грузинський балет» (2005)      | Поштові марки Грузії «Грузинський балет» (2005) |
| ---------------------------------------------------- | ----------------------------------------------- |
|                                                      |                                                 |
| 40 ларі — Віра Цигнадзе, 50 ларі — Вахтанг Чабукіані |                                                 |

## Особисте життя
Вважається, що Чабукіані був гомосексуалом і в певний момент зазнавав переслідувань з боку радянського грузинського політичного керівництва, частково через свою сексуальну орієнтацію. Дехто наводив приклад Чабукіані як приклад грузинської толерантності до гомосексуалів, на відміну від проблем, з якими стикаються права ЛГБТ у країні.

## Нагороди і відзнаки
- Герой Соціалістичної Праці (19.05.1990) — за видатний внесок у розвиток радянського хореографічного мистецтва
- чотири ордени Леніна (24.02.1946, 10.11.1950, 17.04.1958, 19.05.1990)
- два ордени Трудового Червоного Прапора (11.03.1939, 2.04.1966)
- орден «Знак Пошани» (14.01.1937)
- медаль «За доблесну працю у Великій Вітчизняній війні 1941—1945 рр.» (1945)
- медаль «За доблесну працю. В ознаменування 100-річчя з дня народження Володимира Ілліча Леніна» (1970)
- медалі
- Сталінська премія першого ступеня (1941) — за видатні досягнення в області балетного мистецтва
- Сталінська премія першого ступеня (1948) — за постановку балетної вистави «Сінатле» Г. В. Кіладзе (1947)
- Сталінська премія другого ступеня (1951) — за постановку балетної вистави «Горда» Д. А. Торадзе
- Ленінська премія (1958) — за постановку балетного спектаклю «Отелло» Мачаваріані на сцені Грузинського державного театру опери і балету імені Паліашвілі та виконання в ньому великої партії
- Заслужений артист РРФСР (1939)
- Заслужений діяч мистецтв РРФСР (1940)
- Народний артист Грузинської РСР (1941)
- Народний артист СРСР (1950)